# Boeing 747-8
Boeing 747-8 je největší a nejnovější model širokotrupého dvoupatrového dopravního letounu Boeing 747 vyráběný a vyvíjený společností Boeing. Výroba toho letounu byla ukončena. Poslední kus byl dodán společnosti Atlas Air v provedení 747-8F dne 31. 1. 2023.

## Vznik a nasazení

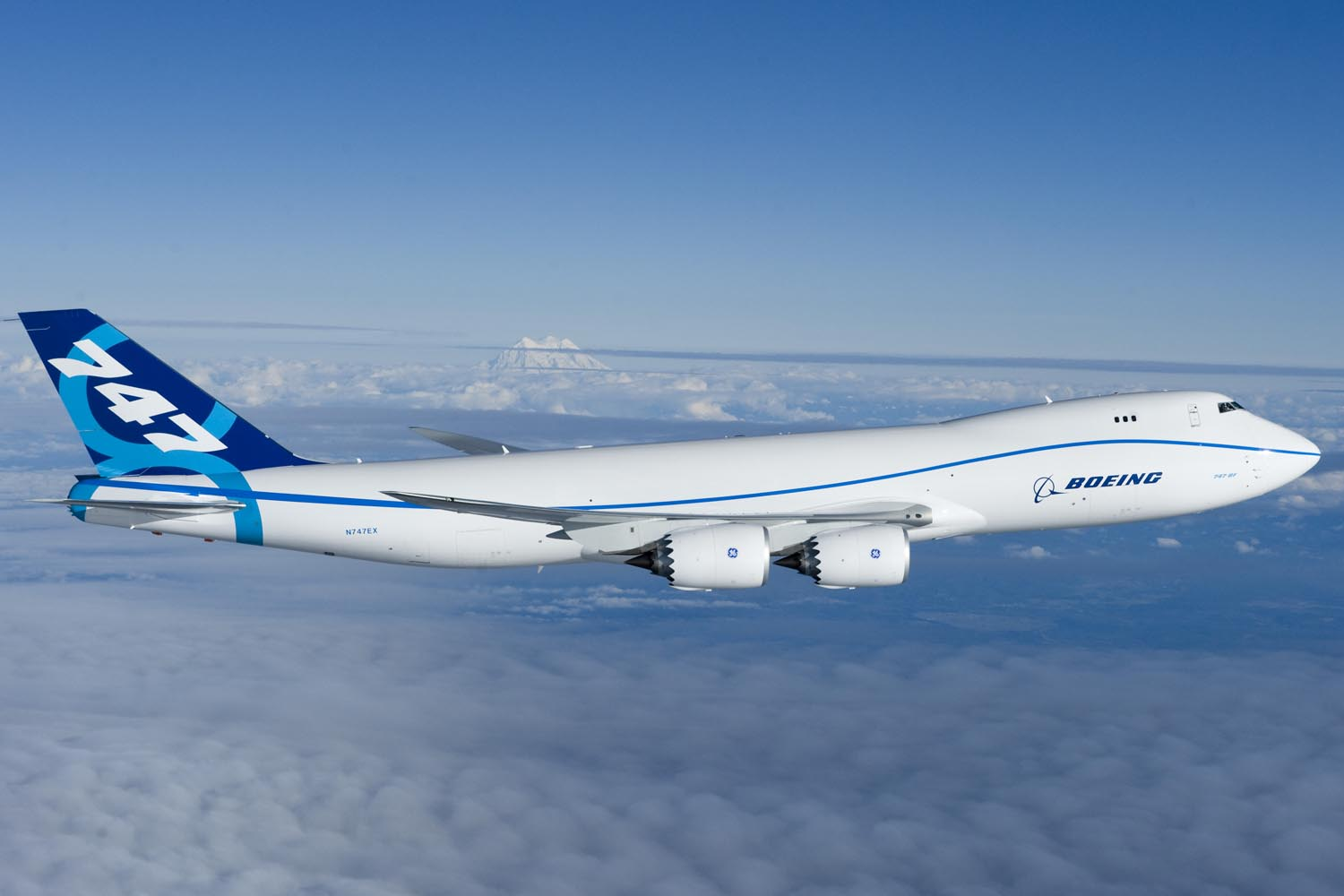
Prototyp nákladní verze Boeing 747-8F

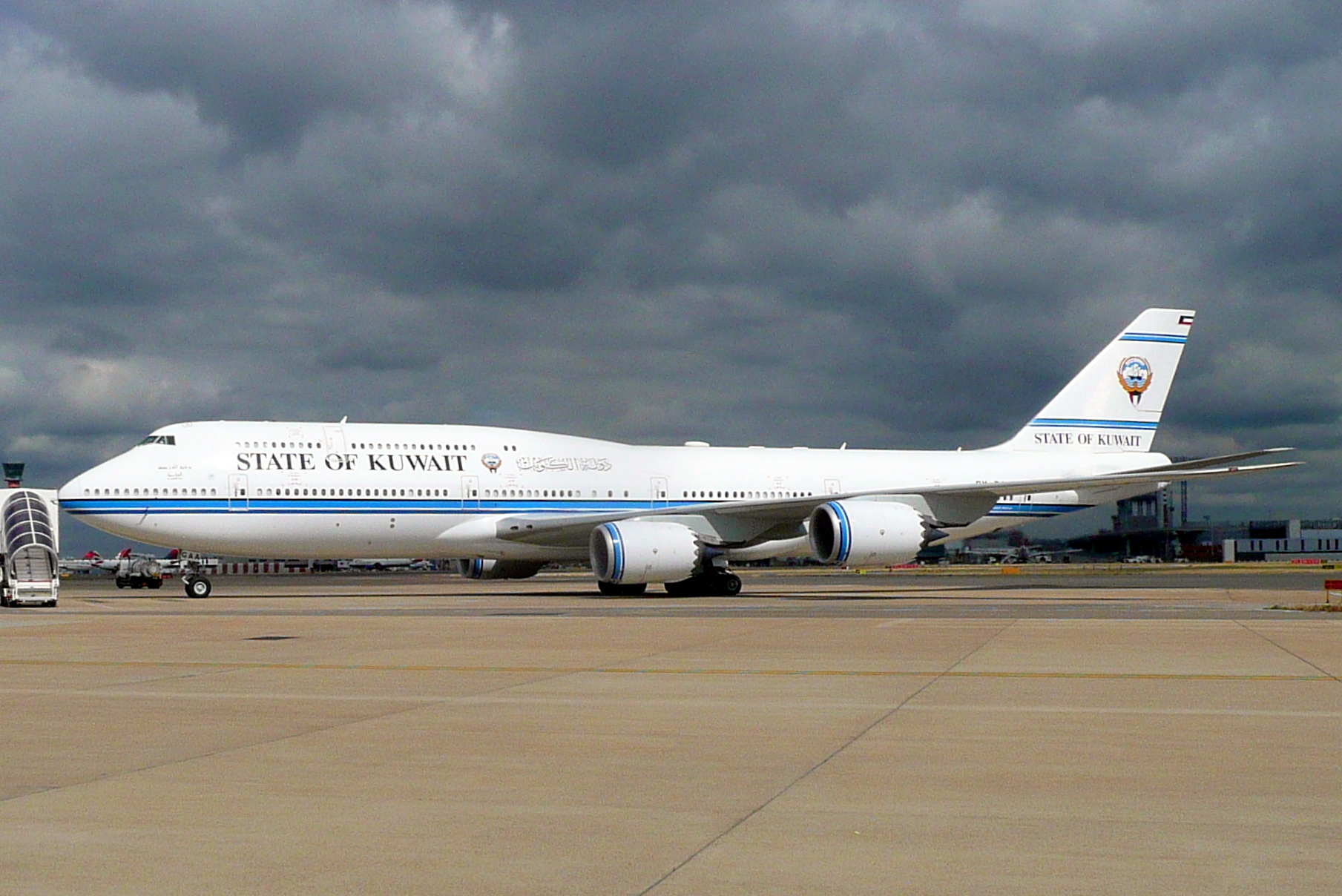
Prototyp verze Boeing 747-8I již po prodeji do Kuvajtu

Jeho podobu oficiálně představila firma Boeing 14. listopadu 2005. Zálet prvního prototypu nákladní verze Boeing 747-8F (imatrikulace N747EX, výr. č. 35808/1420) provedli piloti Mark Feuerstein a Thomas Imrich 8. února 2010. Zkušebního programu se následně zúčastnily další dva stroje (N5017Q, v. č. 36136/142) a letoun výrobního čísla 36137/1422.
Dne 20. března 2011 proběhl první let prototypu varianty pro přepravu osob Boeing 747-8I (imatrikulace N6067E). Letoun vzlétl z letiště Paine Field v Everettu ve státě Washington. K kokpitu seděli šéfpilot společnosti Mark Feuerstein a druhý pilot Paul Stemer. Po čtyřech hodinách a 26 minutách prototyp dosedl na letišti Boeing Field v Seattlu. Dne 11. března 2012 prototyp koupil Kuvajt, přičemž dostal novou imatrikulaci 9K-GAA.
Nasazení na komerční lety se konalo u nákladní verze od roku 2011 a u verze pro pasažéry od roku 2012. Využívá nejnovější techniku od firmy Boeing, aby ulehčil pilotům ovládání a řízení. Patří mezi čtyři největší letadla světa od druhé světové války. Je o 32 procent ekonomičtější než Boeing 747-400.
V lednu 2017 společnost dodala 110 kusů Boeingů 747-8, přičemž firma má dalších 26 objednávek.
Celkem bylo vyrobeno 155 kusů verze 787I.

## Popis konstrukce

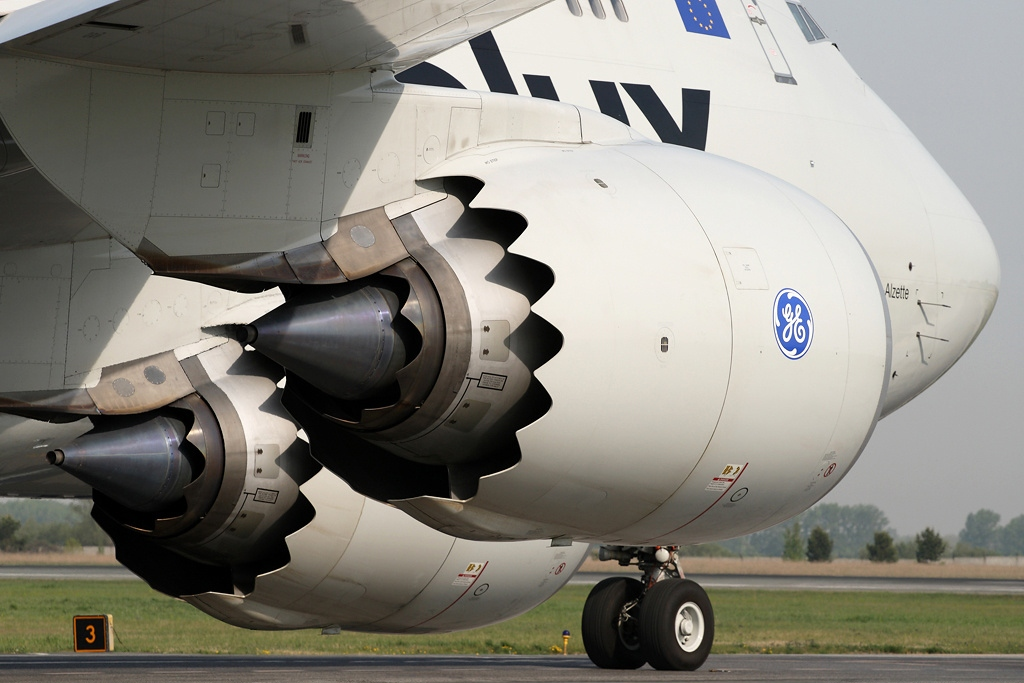
Dvojice motorů GEnx letounu Boeing 747-8R7F (LX-VCB) společnosti Cargolux

Od verze 747-400 se odlišuje zejména zcela novým křídlem se superkritickým profilem s novými křidélky a pohonnými jednotkami. Inovovaný trup prodloužený dvěma segmenty před a za křídlem o 4,1 m a 1,5 m má jeden z největších nákladových prostorů, jaký může letadlo vůbec mít. Má dvě patra a pojme celkem 467 cestujících. Využívá nový interiér koncepčně vycházející z typu Boeing 787 a vybraných salonních letounů B747 určených k dopravě VIP, aby se dalo pohodlněji pohybovat po letadle. Dopravní třída má osvětlení LED v chodbě procházející napříč letadlem. Toto letadlo je odpovědí na vývoj Airbusu A380. A380 je sice větší, ale Boeing 747-8 je mnohem úspornější. 

## Varianty
- 747-8I (Intercontinental) – pro osobní dopravu; kapacita 467 cestujících ve třech třídách
- 747-8F (Freighter) – pro přepravu nákladů; kapacita 853 m3 o maximální hmotnosti 140 tun

## Provozovatelé
Stav v červenci 2016

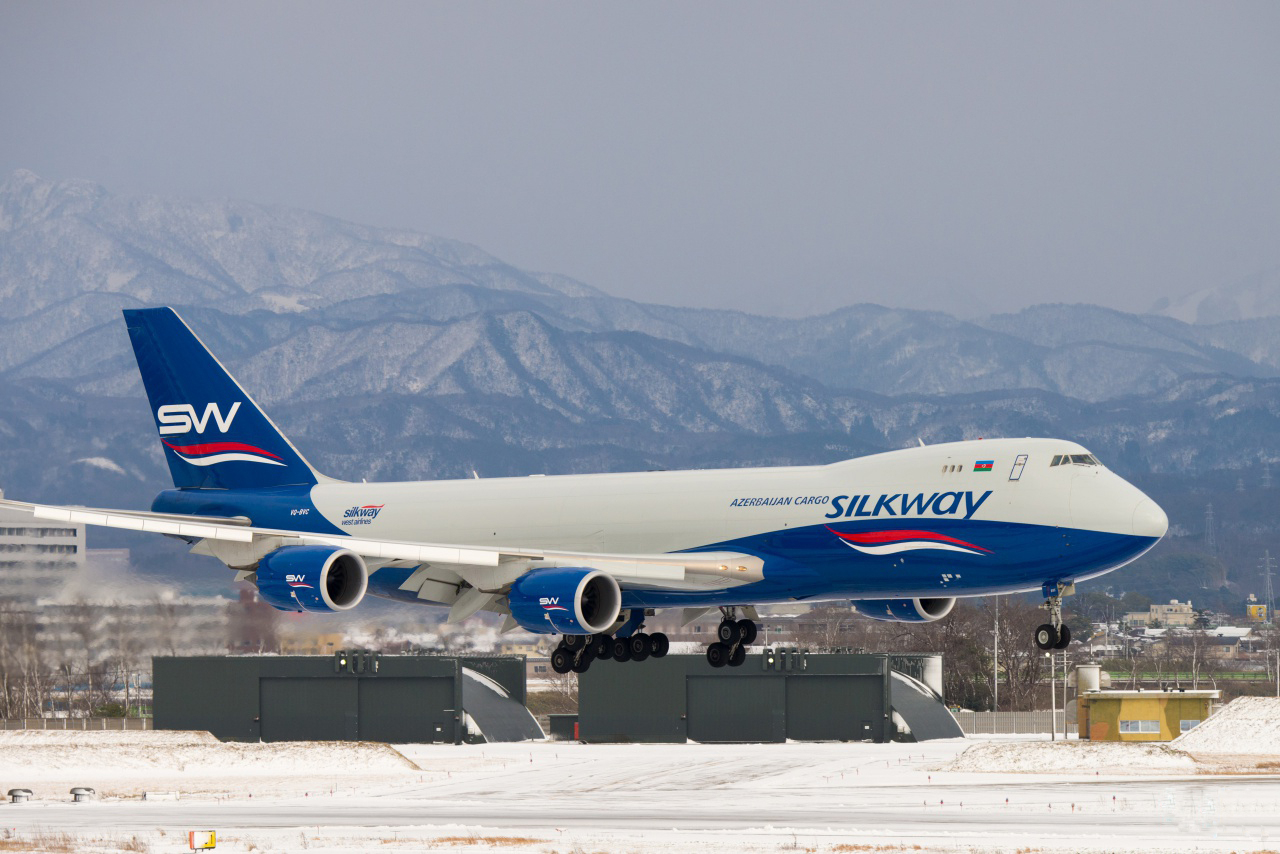
Nákladní verze Boeing 747-8F (VQ-BVC) společnosti Silk Way Airlines

Osobní Boeing 747-8I provozují následující dopravci:
- 19x Lufthansa
- 10x Korean Air
- 7x Air China

Nákladní Boeing 747-8F provozují následující dopravci:
- 13x Cargolux
- 13x Cathay Pacific
- 8x AirBridgeCargo
- 8x Nippon Cargo Airlines (All Nippon)
- 6x Korean Air
- 5x Polar Air Cargo
- 4x Atlas Air
- 3x Silk Way Airlines
- 1x CargoLogicAir
- 2x Saudia
- 1x Etihad Airways

## Specifikace

Porovnání největších letounů
Boeing 747-8
Airbus A380-800
Antonov An-225
Hughes H-4 Hercules
Stratolaunch

| Verze                                         | 747-8I                               | 747-8F                       |
| --------------------------------------------- | ------------------------------------ | ---------------------------- |
| Posádka                                       | Dva                                  | Dva                          |
| Kapacita                                      | 410 ve třech třídách, Exit limit 605 | 137 700 kg                   |
| Celková délka                                 | 76,3 m                               | 76,3 m                       |
| Výška                                         | 19,4 m                               | 19,4 m                       |
| Rozpětí křídel                                | 68,4 m                               | 68,4 m                       |
| Nosná plocha                                  | 554 m²                               | 554 m²                       |
| Štíhlost křídla                               | 8,45                                 | 8,45                         |
| Šířka kabiny                                  | 6,08 m:s.17                          | 6,08 m:s.17                  |
| Maximální vzletová hmotnost:s.7–8             | 447 700 kg                           | 447 700 kg                   |
| Maximální přistávací hmotnost:s.7–8           | 312 072 kg                           | 346 091 kg                   |
| Operační hmotnost prázdného letadla:s.7–8     | 220 128 kg                           | 197 131 kg                   |
| Maximální konstrukční užitečné zatížení:s.7–8 | 76 067 kg                            | 132 630 kg                   |
| Kapacita palivových nádrží:s.7–8              | 238 610 l 193 280 kg                 | 226 118 l 181 536 kg         |
| Cestovní rychlost                             | Mach 0,86 (493 kn; 914 km/h)         | Mach 0,85 (488 kn; 903 km/h) |
| Maximální operační rychlost                   | Mach 0,9 (516 kn; 956 km/h)          | Mach 0,9 (516 kn; 956 km/h)  |
| Dolet                                         | 14 320 km                            | 7 630 km                     |
| Dostup                                        | 13 100 m                             | 13 100 m                     |
| Pohonné jednotky (4×)                         | General Electric GEnx-2B67           | General Electric GEnx-2B67   |
| Tah (4×)                                      | 296 kN                               | 296 kN                       |